# Qingpu

District Qingpu

Qingpu (Vereenvoudigd Chinees: 青浦区, Traditioneel Chinees: 青浦區, pinyin: Qīngpǔ Qū) is een district in het westen van de stadsprovincie Shanghai. Het district heeft een oppervlakte van 675,11 km² en telde in 2001 456.834 inwoners.
Qingpu grenst aan zowel de provincie Jiangsu als de provincie Zhejiang. Het is een toeristische zone, voornamelijk aan de oevers van het grote Dianshanmeer dat zich in het district bevindt. Het oude stadje Zhujiajiao, aan de oevers van de Huangpu Jiang ligt op 20 kilometer van het meer, en is gekend en drukbezocht omwille van de historische binnenstad. Baije, een ander historisch centrum in het district is dan weer gekend omwille van zijn vele Chinese operagezelschappen waar "Huju", een Shanghai opera wordt gebracht in het Shanghainees.
Het district huisvest ook een productievestiging van Heidelberger Druckmaschinen en de Deutsche Schule Shanghai, een internationale school voor Duitstaligen.

## Galerij

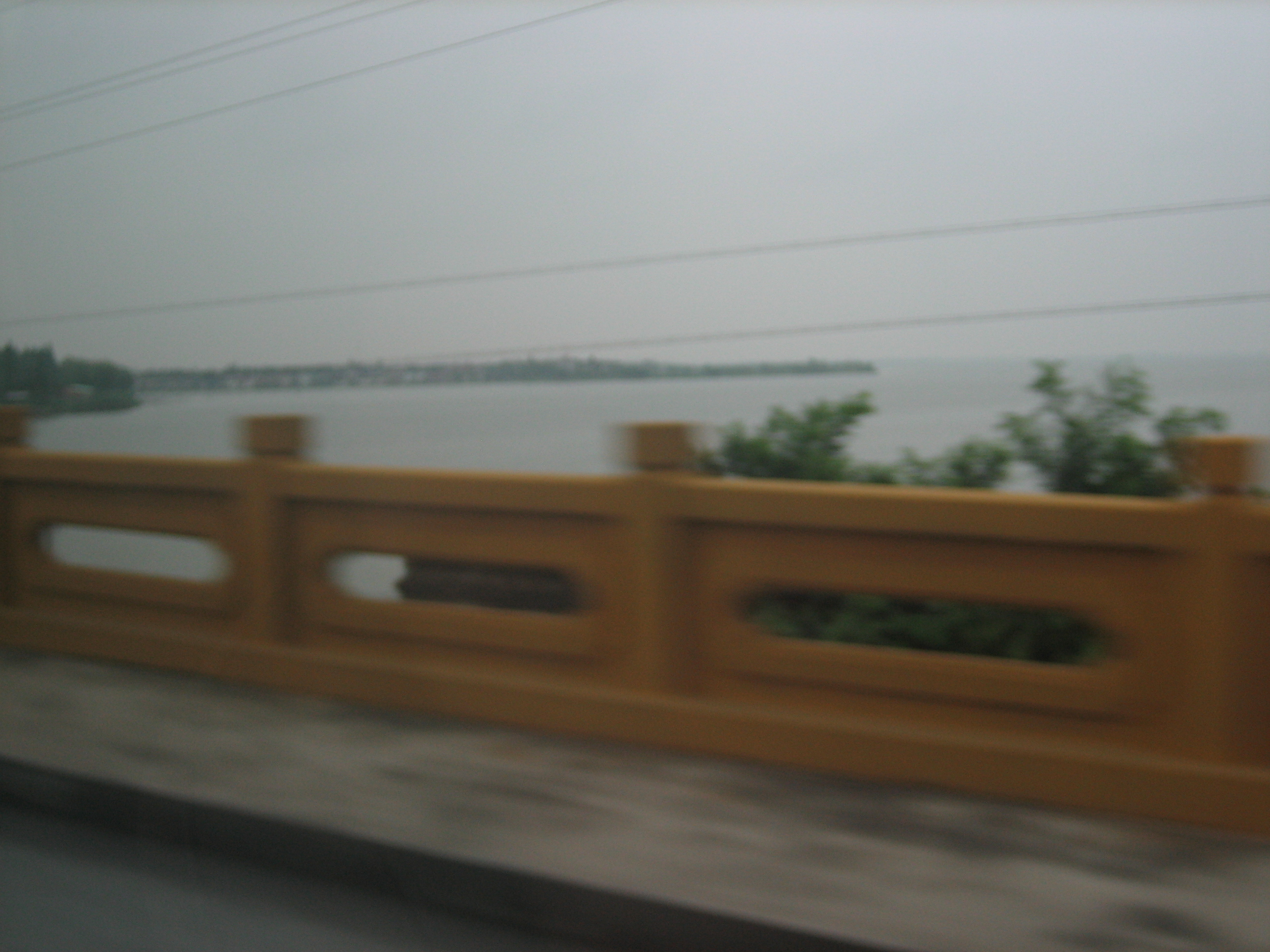
Dianshanmeer vanop de China National Highway 318
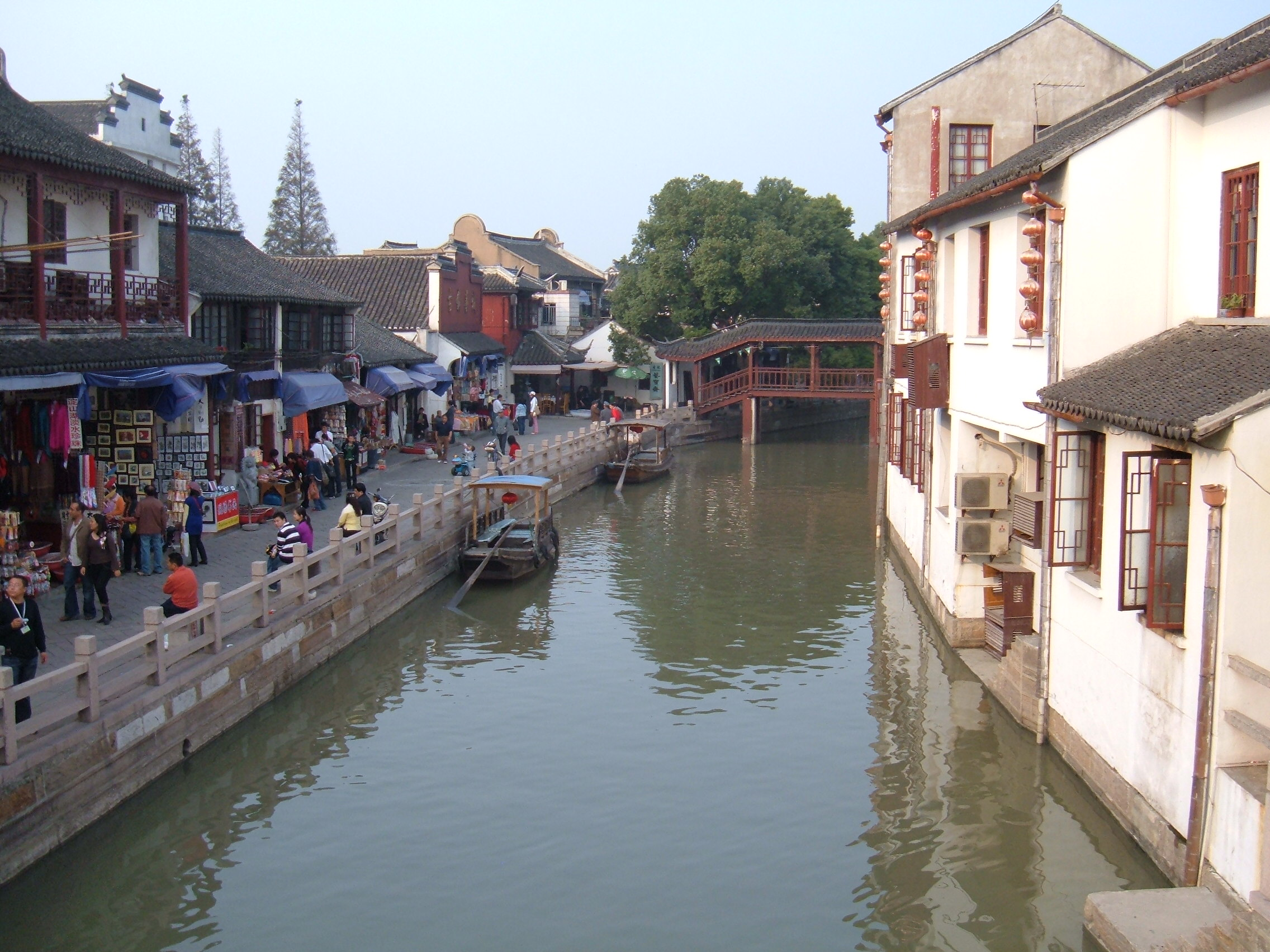
Kanaal in de binnenstad van Zhujiajiao
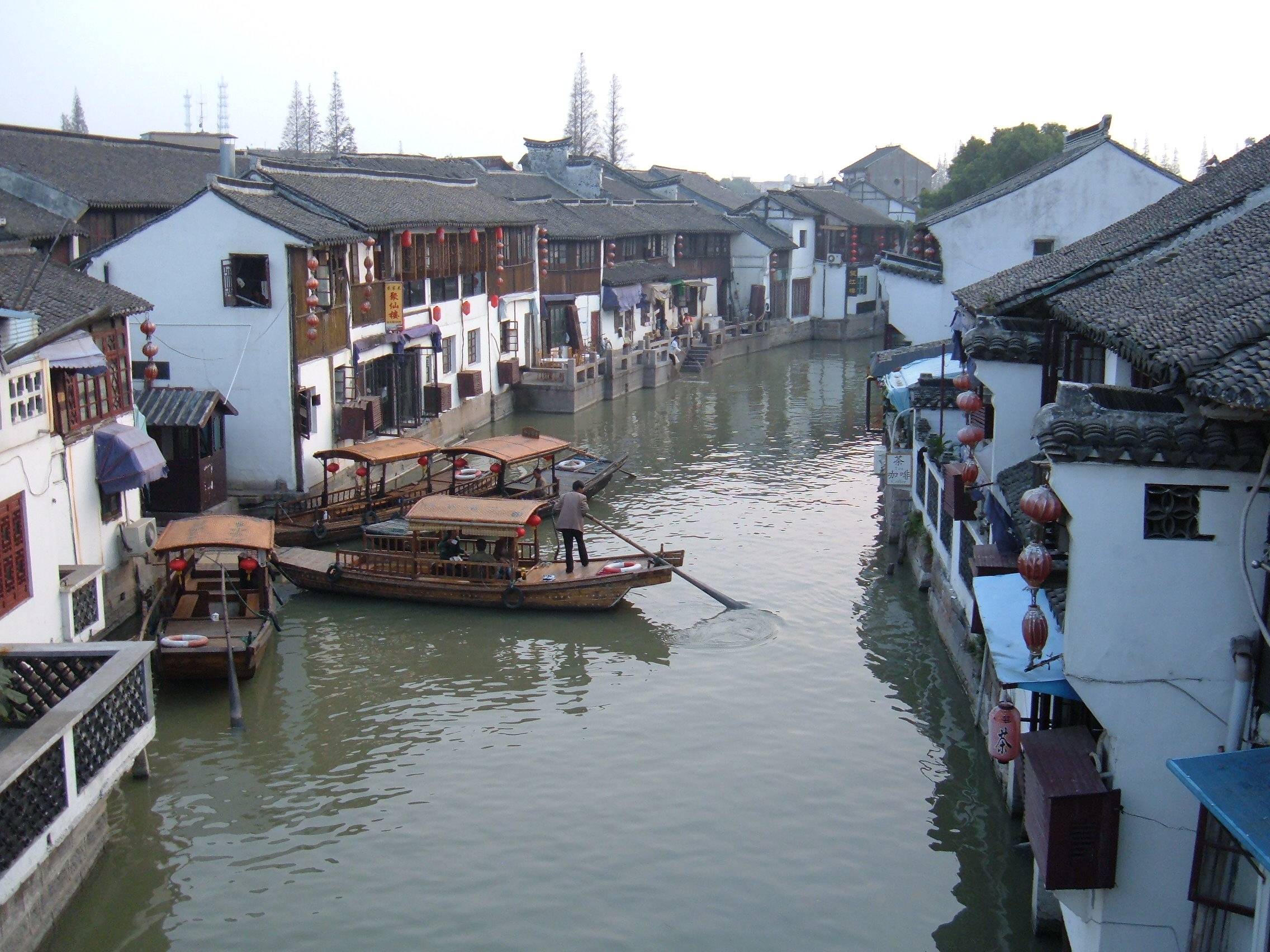
Zhujiajiao
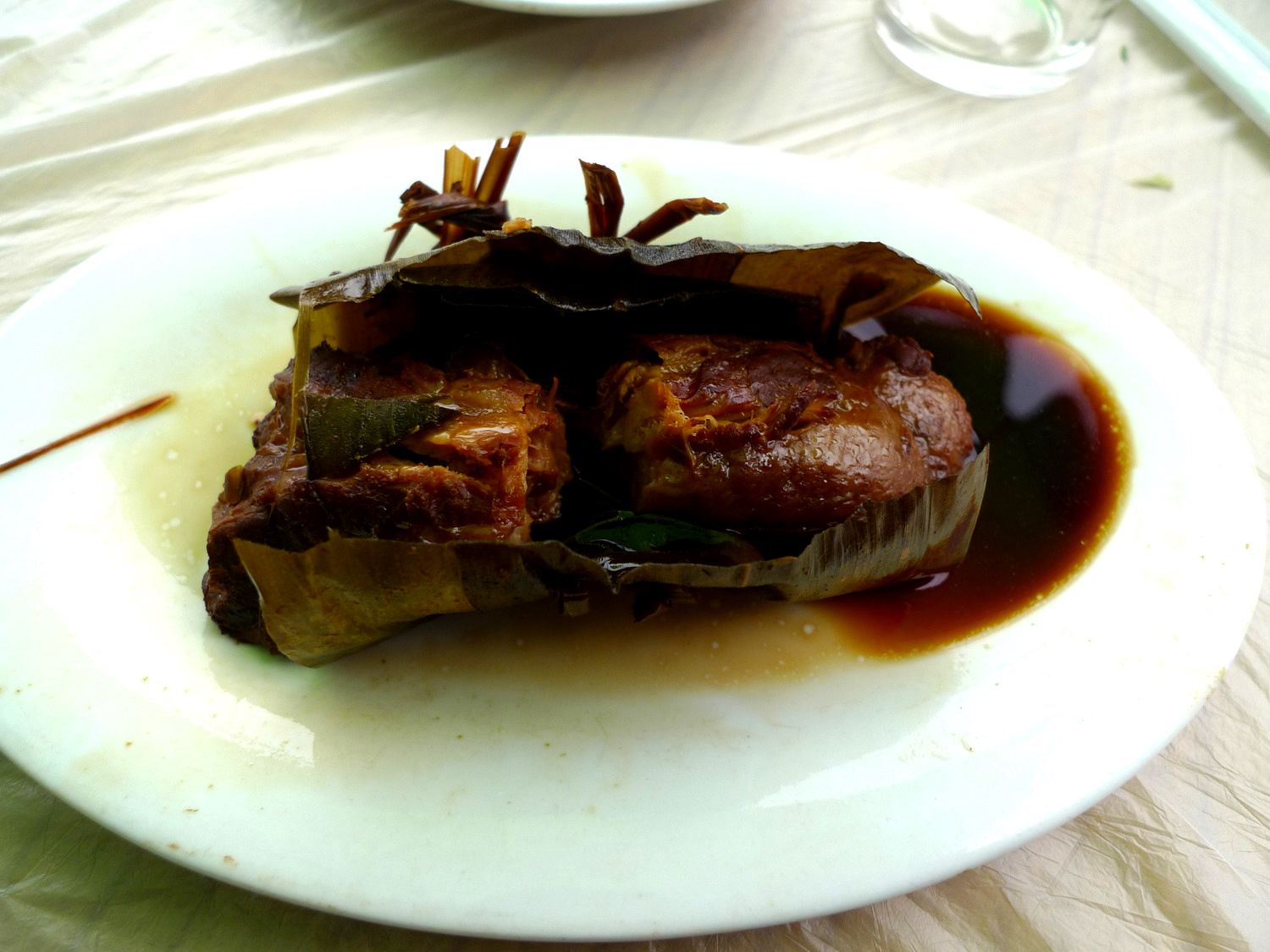
Gestoomd varkensvlees gewikkeld in een lotusblad, een lokale delicatesse